# 著者の引用 (植物学)
著者の引用（ちょしゃのいんよう、英: author citation）とは、植物命名法において植物名を正式発表、すなわち国際藻類・菌類・植物命名規約(ICN)で定められた正式要件を満たして最初に名前を発表した人または人々のグループを付記することを言う。種がもはやその元の属配置にいない（すなわち、属名＋種小名の新たな結合）場合は、元の属配置の著者と新結合の著者の両方が与えられる（前者はカッコ内になる）。
植物学では、認識された標準的な略語リストに従って著者名を短縮するのが通例である（義務ではない）。
植物学の規約と動物学における通常の慣例との間には差異が見られる。動物学では、発表年が著者名の後に付けられ、新結合の著者名は通常省略される。より専門的な少数の慣例もまた、植物学規約と動物学規約の勧告の間で異なっている。 

## 概要
生物学的研究において、特に分類学そして命名法を取り扱う者、いや生態学調査でも、学名が発表された場所への全引用は省略されるのが長らく慣例となっていた。しかし少なくともこの記述がなされて初めて、略称がその学名の著者を引用するのに使われることになる。しばしば著者名は十分な情報たりえないが、幾つかの問題を解決するには有用である。 例えば以下の場合である。
- 言及されている分類群の名前が多義的で、「Ficus L.」と軟体動物の属「Ficus Röding,1798」といった、同名の場合。
- 名前の発表が、あまり知られていないジャーナルや書籍にあったりもする。著者名は時々これを解決する手助けになることがある。
- 名前が正式発表されていないかもしれず、しかし想定された著者名はそれがリスト掲載されている出版物や原稿を見つけるのに役立つことがある。

植物学における著者の引用に関する規則および勧告は、国際命名規約(ICN)の第46-50条で網羅されている。同規約第46条に記されているように、植物学では、出版物自体で記載されている原著者(authorship)とは異なることがあっても、発表した著作物にて示された分類群学名の著者だけを引用するのが通例である。

## 基本的引用
植物学における著者引用の最も単純な形式とは、名前がその元のランクおよびその元の属配置（二名法の学名およびその下）で引用され、オリジナルの著者名（複数の場合あり）だけが引用される場合で、括弧がないものが該当する。
2人の著者が共同で名前を公表する場合は、ラテン語の「et」またはアンパサンド記号「＆」を使用することができる勧告46C.1。
多くの場合、著者引用は2つの部分で成り立っており、最初の部分は括弧で囲まれている。例えば、
- Helianthemum coridifolium (Vill.) Cout.

この形式の著者引用は、第一著者ドミニク・ヴィラール（括弧内にVill.で示されている）によって最初から別の属（この場合は Cistus coridifolius ）で発表されたが、改定を行った第二著者António Xavier Pereira Coutinhoによって現在の属Helianthemumに移動したことを示している。あるいは、改訂著者が分類群のランクを、亜種から種へ、亜属から節へと上げる（またはその逆）など、ランクを変更したことを示す49条。（これもまた後者は動物学の状況とは対照的で、動物学では原著者の変更が科、属、種のグループ内で認められておらず、そのため、亜種から種へまたは亜属から属へという変更は、引用された原著者の変更とは関係がない。）

## 略語
著者を含めて植物名を引用する際、しばしば著者の名前は省略される。 一貫性を促すため、国際藻類・菌類・植物命名規約(ICN)勧告46A,注1 は植物名の各著者に固有の略語が割り当てられているブラミット＆パウエルの『Authors of Plant Names』の使用を推奨している。これらの標準的な略語はInternational Plant Names Indexに掲載されている。
例として、
- Rubus L.

（著者を示す）略語「L.」は、1753年に著書『植物の種』でこの属を説明した有名な植物学者カール・フォン・リンネを指している。
- Rubus ursinus Cham. & Schldl.

略語「Cham.」は植物学者アーデルベルト・フォン・シャミッソーを、「Schldl.」は植物学者ディーデリヒ・フランツ・レオンハルト・シュレヒテンダールを指している。この著者たちは1827年に共同でこの種を記載した（そしてキイチゴ属にそれを配置した）。

## 用語「ex」の用法
「ex」が著者引用の構成要素にある場合、それは最初の記載が正式発表のための規則を満たさなかったという事実、しかし同じ学名がその後の第二著者によって（または同一著者による後の出版物で）正式発表されたという事実を表している46条.4。ただし、後からの著者がその記載を前著者によるものである（かつ前著者がその名前を受け入れた）と明確にしている場合は「ex」が使用されず、前著者が単独でリスト記載される。例えば、
- Andropogon aromaticus Sieber ex Schult.

これはヨーゼフ・アウグスト・シュルテスがこの名前を（この例では1824年に）正式発表したが、彼の説明はフランツ・シーバーによる以前の記載に基づいていたことを示している（植物学においては、前著者の名前がのちの正式な著者名の前にあるので注意。動物学ではこの順序が逆（存在する場合は）になる）。 

## 例
以下の引用形式は、全て同じもので正しいものである。
- Rubus ursinus Cham. & Schldl.
- Rubus ursinus Cham. et Schldl.
- Rubus ursinus von Chamisso & von Schlechtendal
- Rubus ursinus von Chamisso et von Schlechtendal

上にある表記のように、前著者や改訂著者の名前が複数単語を含むことがある。同一の属から次のような例が見られる。
- Helianthemum sect. Atlanthemum (Raynaud) G.López, Ortega Oliv. & Romero García
- Helianthemum apenninum Mill. subsp. rothmaleri (Villar ex Rothm.) M.Mayor & Fern.Benito
- Helianthemum conquense (Borja & Rivas Goday ex G.López) Mateo & V.J.Arán Resó

## 補助用語「in」の用法
補助用語「in」は、発表された著作物の原著者がそれ自体（学名）の著者名と異なることを示すものとして時おり使用される。例えば、
- Verrucaria aethiobola Wahlenb. in Acharius, Methodus, Suppl.: 17. 1803

植物命名規約第46条2の注1では、そうした場合「in」で始まる部分は実際には書誌引用であり、出版場所を含めずに使用するべきではないと指示している。したがって、この例における学名+著者のより好ましい形式はVerrucaria aethiobola Wahlenbであり、Verrucaria aethiobola Wahlenb. in Acharius.ではない。（これは動物学の状況とは対照的で、動物学ではどちらの形式も許容され、さらに日付がつくのが通例である。）

## 従属階級の原著者
植物命名規約によると、問題とする分類群の最も低い階級、すなわち上記の亜種の例(Helianthemum apenninum Mill. subsp. rothmaleri)に対しては著者を引用することだけが必要とされ、亜種のと同様に種の原著者(Mill.)を引用する必要はない（または勧告さえない） 、とはいえ一部の資料では散見される。この規則の唯一の例外は、指定の変種または種の亜種が引用されている場合で、そこでは自動的にその親分類群の原著者を同じく引き継ぐことになる（自動名と呼ぶ）26条.1。例えばこうなる。 
- Rosa gallica L. var. gallica、「Rosa gallica var. gallica L.」ではない。

## 著者名の修正
植物命名規約第47条に記載されているように、命名した通りの元の分類学的概念の名前への帰属が不適格になるほど特徴性質または分類群の限界のいずれかが大きく変更（「修正」）される場合がある。これらの場合、元の原著者への帰属は変更されないが略語「emend」（ラテン語で修正を意味するemendavitから）を使用して、元の原著者を分類学的な記載に追加することができる。規約では以下の例が挙げられている。
- Phyllanthus L. emend. Müll. Arg
- Globularia cordifolia L. excl. var. (emend. Lam.).

（2番目の例にあるexcl. var. は「exclusis varietatibus（変種は除外）」の略語で、この分類学的概念が後に他の研究者が含めた変種を除外したことを示している。）

## その他の表記
学名の原著者に付随して遭遇するかもしれないその他の表記には、命名法または分類学的状態の表示（例:「nom. illeg.」（非合法名）、「sensu」など）、移行した分類群に対して以前の分類学的ステータスがハイブリッドか否か（「pro sp.」と「pro hybr.」、これは植物命名規約第50条を参照）ほか多数ある。技術的にこれらは著者引用の一部を形成しているのではなく補遺文を表すものだが、それらはさほど上手に構築されていない分類学的データベースの「著者権(authority)」分野に時おり含まれている。植物命名規約の勧告50A-Fに挙げられている幾つかの具体例は次のとおり。 
- Carex bebbii Olney, nomen nudum (alternatively: nom. nud.)

受け入れ可能な記載文または判別文なしに発行された分類群の名前に対して。
- Lindera Thunb., Nov. Gen. Pl.: 64. 1783, non Adans. 1763

同名に対して。この場合、カール・ツンベルクの「Lindera」はミシェル・アダンソンによって以前命名されたものと名前は一致するが、同じ分類群ではないことを示している。
- Bartlingia Brongn. in Ann. Sci. Nat. (Paris) 10: 373. 1827, non Rchb. 1824 nec F.Muell. 1882

前例と同じだが、過去2つの（そして全く関連のない）同名が記され、最初はルートヴィヒ・ライヘンバッハ、2番目がフェルディナント・フォン・ミュラーによるもの。
- Betula alba L. 1753, nom. rej.

分類群学名が拒否されて（通常は後の利用のため）植物学規約の付録を構成する拒否名(rejected names)のリストに配置されたものに対して（拒否名の上に保存された代用名は「nom. cons.」で引用される）。
- Ficus exasperata auct. non Vahl

これは、Vahlの名前が正しく適用するものから実際は違う分類群を表すように、後の著者 (「auct.」または複数形「auctt.」) によって誤って適用されてしまった名前に対する好ましい構文。
- Spathiphyllum solomonense Nicolson in Am. J. Bot. 54: 496. 1967, "solomonensis"

元々の発表ではsolomonensisの綴りだったが、恐らく規範への準拠またはその他の正当理由によって形容語（この場合は接尾辞）が変更されたことを表している。